# Савиново (Красноуфімський міський округ)
Са́виново (рос. Савиново) — присілок у складі Красноуфімського міського округу (Натальїнськ) Свердловської області.
Населення — 227 осіб (2010, 238 у 2002).
Національний склад станом на 2002 рік: росіяни — 74 %.